# 愛をあなたに
『愛をあなたに』（あいをあなたに）は、杏の1作目のオリジナルアルバム。カバーアルバムも含めると通算2作目となる。

初回盤には「愛をあなたに」のミュージックビデオが収録されたDVDが付く。

## 収録曲
1. 愛をあなたに
『大エルミタージュ美術館展』テーマソング
2. 夢のかけら
映画『おかえり、はやぶさ』イメージソング
3. 花のように
『GREE Deco Photo』CMソング
4. 晴れたって
5. いつでも誰かが